# TaRuta
Етно́-ро́к фунда́ція «TaRuta»  — український гурт з Києва, що виконує етнічну музику у стилі World Music. Заснований у 2007 році. Команда дослідників фольклору та професійних естрадних музикантів, яка експериментує і вносить сучасні музичні віяння в автентичний український фольклор.
| | \| Коли слухаєш «TaRuta», ти відразу розумієш, що це саме українська музика, ти її не сплутаєш ні з ірландською, ні з африканською, ні з ямайською, ти одразу відчуваєш, що це музика українська.[1] \| |
| — Юрко Зелений | |
| Коли слухаєш «TaRuta», ти відразу розумієш, що це саме українська музика, ти її не сплутаєш ні з ірландською, ні з африканською, ні з ямайською, ти одразу відчуваєш, що це музика українська. | |

## Історія
Ідея створення гурту виникла на святкуванні уродин Євгена в 2007 році. Виник на основі Євгена Романенка та співаків етно-ватаги «Гуртоправці».
Перший концерт гурту відбувся на День студента, 17 листопада 2007 року, в музично-педагогічному коледжі на Русанівці.
Євген «Їжак» так пояснює виникнення назви гурту:
| | \| "ТаРута" — це саме "та Рута", яку треба шукати з дівчиною на Івана Купала в кущах. Це та сама рута, яку дівчата в Карпатах шукають раз на 10 років, оскільки вона раз у 10 років цвіте червоним кольором. Не зеленим і не жовтим, а саме червоним. Це чисто фольклорна назва. \| |
| "ТаРута" — це саме "та Рута", яку треба шукати з дівчиною на Івана Купала в кущах. Це та сама рута, яку дівчата в Карпатах шукають раз на 10 років, оскільки вона раз у 10 років цвіте червоним кольором. Не зеленим і не жовтим, а саме червоним. Це чисто фольклорна назва. | |

Вперше «TaRuta» гучно заявила про себе на міжнародному World Music фестивалі «Країна Мрій» (Київ) у 2008 році.
За роки існування зарекомендував себе на різноманітних фестивальних майданчиках України та Європи:
- «Tallinn Music Week»;
- «Jazz Koktebel»;
- «Країна Мрій»;
- «Kauno Hanza Dienos»;
- «Skamba skamba kankliai»;
- «Z wiejskiego podwórza»;
- «Mėnuo Juodaragis»;
- «Трипільське коло»;
- «Рожаниця»;
- «Woodstock Україна»;
- «Vilnius City Fiesta»;
- «EuroBasket-2011»;
- «Славське Рок»;
- «ГогольFest»;
- «EuroRadio Folk Festival»
- «Камяніца Folk Festival»
- «Мазепа-Фест»
- «Дунайська Січ»
- «Дністер–ФЕСТ-2016» тощо.

На початку гурт працював у жанрі клясичного етно-року.

### «Народжені в ЛЮБОВІ» (2010)
У 2010 році вийшов їхній дебютний студійний альбом «Народжені в ЛЮБОВІ» і перший відеокліп на пісню «Лелека». Презентація відбулась 1 березня 2010 року в музичному салоні «Тік-Так», що у Києві на Подолі.
У цей період почали активно виступати на сценах та музичних програмах у Балтійських країнах.

### «EthnoLab» (2012)
У 2012 році відбулись зміни в складі гурту та був взятий курс на сучасні музичні експерименти, оновлення звучання колективу. Гурт почав експериментувати з джазом, фанком, диско, ф'южн, етно-панком, етно-дабом, електронною музикою. Ілюстрацією цього напрямку руху є вихід в 2013 році другого альбому  — «EthnoLab [Архівовано 26 листопада 2016 у Wayback Machine.]», сповнений несподіванок і експериментів у стилі ЕТНО. Родзинкою платівки є імпровізаційні фортепіанні соло у виконанні піаніста Романа Коляди і електронний саунд, який забезпечив DJ Ігор Льодін. В цей період в світ виходить другий відеокліп гурту «Бором-Бором» [Архівовано 1 березня 2014 у Wayback Machine.], створений режисером Тарасом Химичем в мальовничих Карпатах з графікою Юрка Журавля.

### «Небесна сотня» (2014)

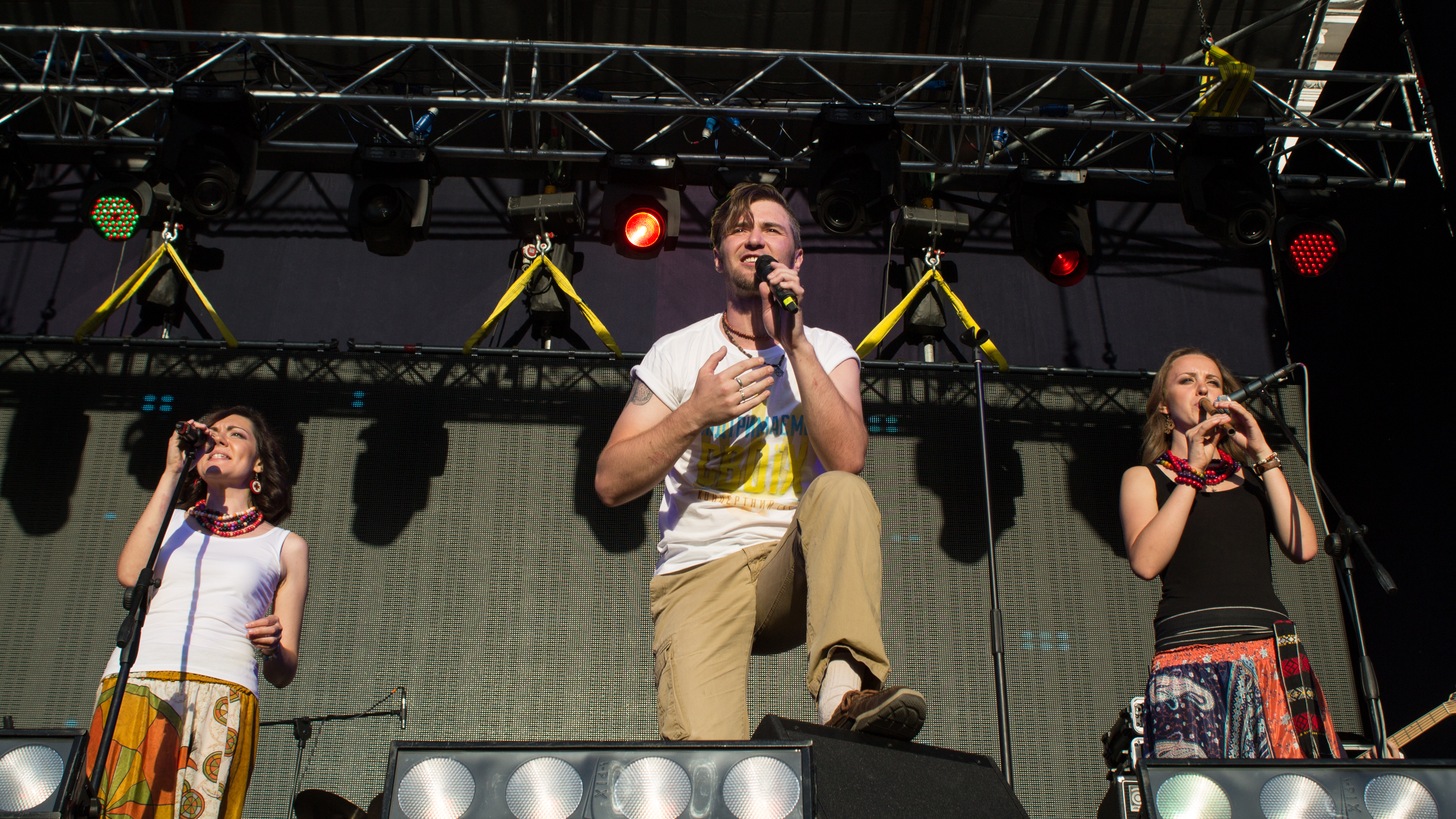
Виступ у Маріуполі на концерті «Підтримаємо своїх», 28 липня 2014

Наприкінці 2013 року, з початком революції на Майдані гурт займає активну громадянську позицію. В результаті всього побаченого та пережитого на Майдані «TaRuta» записує і видає навесні 2014 року ЕР «Небесна сотня [Архівовано 26 листопада 2016 у Wayback Machine.]», в який входить однойменна композиція [Архівовано 26 листопада 2016 у Wayback Machine.], на слова молодої київської поетеси Злати-Зоряни Паламарчук, пісня одного з останніх українських повстанців Гриця Гирчака «Верхи мої, верхи [Архівовано 26 листопада 2016 у Wayback Machine.]», дві українські народні пісні «Зберемося, Роде!»  та «Чумацька» [Архівовано 28 березня 2016 у Wayback Machine.]. На останню було знято третій відеокліп в мальовничому замку «Радомисль».
На знак подяки волонтерам Литви за підтримку та допомогу під час Майдану та підлої неоголошеної російсько-української війни український колектив «TaRuta» записав литовською мовою пісню про литовських партизанів («лісових братів») — «Oi, Viršūnės Mano! [Архівовано 26 листопада 2016 у Wayback Machine.]».
У 2015 році відбулась презентація спільної пісні «ШевченкА [Архівовано 26 листопада 2016 у Wayback Machine.]» із солістом гурту «Чорнобривці» Стівеном Окурутом у стилі регі на слова Тараса Шевченка.

### Російсько-українська війна
Коли почали їздити з концертами до українських вояків, з'явилась пісня «Думки після бою».
Гурт відіграв багато концертів з побратимами по музичному цеху: «Друга Ріка», «Гайдамаки», «СКАЙ», «Kozak System», Соня Сотник, «Skylė», Борис Севастянов.
1 лютого 2016 року у «Caribbean Club» (Київ) відбулась презентація нового відеокліпу гурту «TaRuta» на пісню «Дике поле (або червоно-чорний стяг)» [Архівовано 29 червня 2020 у Wayback Machine.]. Автор слів  — воїн-доброволець Юрко Вовкогон, музика  — Тарас Козак. Головні герої пісні  — ‪бійці‬ добровольчих‬ ‪батальйонів‬ і ‪добровольці‬ ЗСУ‬. У зйомках відеокліпу взяли участь хлопці та дівчата з Козацького вогняного шоу: «Полум'я Віків». Оператор Роман Рєпа, режисер монтажу — Володимир Бойко, режисер—постановник Олексій Палій], світло — Дмитро Діденко, продюсер — Євген Романенко.
12 червня 2016 року UA:Перший показав прем'єру фільму «Дихай» про збитий військово-транспортний літак Іл-76, на борту якого було 40 десантників 25-ї окремої Дніпропетровської повітряно-десантної бригади і 9 членів екіпажу 25-ї Мелітопольської бригади транспортної авіації. Етно-рок гурт «TaRuta» записав співосупровід «Ангели [Архівовано 26 листопада 2016 у Wayback Machine.]» на слова Дмитра Лазуткіна і музику Тараса Козака спеціально до цього фільму.
У 2016 році, до Дня захисника України гурт «TaRuta» у співпраці з гуртом «Гайдамаки» та Борисом Севастяновим презентували нову спільну пісню «Молитва [Архівовано 26 листопада 2016 у Wayback Machine.]» на слова тернопільської поетеси Любов Бурак (Дзвінка Торохтушко).
У період з 2014 до 2016 року була написана лише одна пісня про кохання на слова Романа Коляди: «Все моє життя — любов і музика [Архівовано 26 листопада 2016 у Wayback Machine.]».

### 2016-2017 роки
Наразі гурт працює на столичній студії «FDR media» над новим альбомом і презентував у всемережжі новий сингл «Крок за кроком [Архівовано 26 листопада 2016 у Wayback Machine.]» з майбутнього альбому.
У 2017 році презентували новий альбом «За вашу і нашу свободу». Під час виступів на передовій активно розповсюджували друковану продукцію Національного газетно-журнального видавництва.
Гурт піснею "Вічно молоді/ Forever young [Архівовано 13 червня 2021 у Wayback Machine.]" долучився до акції "Так працює пам'ять", присвяченої пам'яті Данила Дідіка і всім, хто віддав життя за незалежність України.

## Діяльність у сфері освіти
Євген Романенко разом із іншими колегами з гурту дає уроки гітари в біотехнологічному ліцеї «Радовель» і числиться в складі викладачів ліцею станом на липень 2021 року.

## Склад гурту
Стрижнем «ТаРути» є дослідники фольклору та професійні музиканти Євген і Олена Романенки, а також не менш досвідчені
музиканти: Тарас Козак (ударна установка, перкусія), Олександр Атамась (бас-гітара), Ростислав Мамадлоіков (гітара) і Ярина Товкайло (народні духові інструменти).
З 2007 року склад гурту дещо змінювався. Наразі склад виглядає так:
- Євген «Їжак» Романенко  — Заслужений артист України, спів, акустична гітара (збирач фольклору).
- Олена Романенко  — народний спів (збирач фольклору).
- Ростислав Мамадлоіков — електрогітара.
- Дмитро Бакрив  — басова гітара.
- Ярина Товкайло  — дерев'яні та глиняні народні духові інструменти, сопілка, флейта.
- Тарас Козак[16]  — ударна установка, перкусія, ксилофон.

### Колишні учасники гурту
- Олександра Стражник — народний спів (збирач фольклору).
- Данило Данилейко — сопілка, народний спів (збирач фольклору).
- В'ячеслав Перепелиця — гітари.
- Мар'яна Мархель — скрипка.
- Максим Бойко — басова гітара.
- Євген Бондаренко — басова гітара.
- Андрій Кузьменко — перкусія.
- Володимир Шолохов — сопілка.
- Ігор Льодін — ді-джей, бітмейкер.
- Роман Коляда — клавіші, фортепіано.
- Олександр Атамась  — басова гітара.

## Репертуар
Побудований на основі авторських пісень Євгена «Їжака», який музиканти гармонійно поєднують з автентичними мелодіями Київщини, Полісся та Полтавщини.
Наразі гурт використовує творчі тексти різних поетів (Юрко Вовкогон, Дмитро Лазуткін, Дзвінка Торохтушко, Зоряна Паламарчук, Григорій Герчак), а також надає нове життя старовинним українським народним пісням, створюючи для них сучасне авторське аранжування.

## Дискографія
- Народжені в ЛЮБОВІ [Архівовано 27 жовтня 2016 у Wayback Machine.] (2010);
- EthnoLab [Архівовано 11 листопада 2016 у Wayback Machine.] (CompMusic, 2013);
- «Небесна сотня» [Архівовано 11 листопада 2016 у Wayback Machine.] (EP. 2014)
- За вашу і нашу свободу!/Uz jums ir musu laisve! (2017)

## Сингли
- Ангели (2016)
- Любов і музика (радіо-сингл) 2016)
- Молитва [TaRuta feat. Гайдамаки & Севастьянов] (Сингл) 2016)

## Виднограї
- «Лелека» [Архівовано 14 січня 2019 у Wayback Machine.] (2011);
- «Бором-бором» [Архівовано 1 березня 2014 у Wayback Machine.] (2013);
- «Чумацька» [Архівовано 28 березня 2016 у Wayback Machine.] (2014);
- «Думки після бою» [Архівовано 28 червня 2020 у Wayback Machine.] (2015);
- «Дике поле» (Червоно-чорний стяг) (2016) [Архівовано 9 грудня 2016 у Wayback Machine.];
- «Ангели» («Перехід») [Архівовано 22 березня 2022 у Wayback Machine.] (2016);
- «Ангели» (жестовою мовою) [Архівовано 2 липня 2020 у Wayback Machine.] (2016);

## Відзнаки та нагороди
У 2009 році гурт став лауреатом XX ювілейного Національного фестивалю «Червона Рута»
Колектив «TaRuta» визнано лауреатом відзнаки «Обличчя року-2017» за версією газети «Культура і життя».